# Sitterswald
Sitterswald est un Ortsteil (quartier) de la commune allemande de Kleinblittersdorf en Sarre. Jusqu'à fin 1973, Sitterswald était une commune indépendante.

## Géographie
Sitterswald est bordé au nord-ouest par Auersmacher et au sud-ouest par Rilchingen-Hanweiler. À l'est du quartier, la rivière de la Blies marque la frontière entre l'Allemagne et la France. Sitterswald est limitrophe au nord du hameau Bliesgersweiler Mühle en Allemagne et des communes de Blies-Guersviller et Sarreguemines en France.

## Histoire

### Toponymie
Le toponyme Sitterswald se réfère au nom de la forêt, wald signifiant forêt en allemand, et n'est utilisé qu'une seule fois en Allemagne. La forêt située sur le ban de Rilchingen-Hanweiler est défrichée en 1935 pour permettre la construction du village qui porte son nom.
La particule Sitters- (Seiters-) peut être interprétée de plusieurs façons. Comme des terres peu profondes et marécageuses ou encore comme des terres réservées à la déforestation.

### Histoire locale
Le territoire sur lequel est érigé Sitterswald appartenait avant 1935 à l'histoire de Rilchingen-Hanweiler. La première pierre de la commune de Sitterswald est posée en l'an 1935.
Cette année, la construction du lotissement de Sitterswald, qui devait initialement s'appeler Auersmacher Siedlung, est précipitée. Le village n'est pas construit naturellement, mais sur-mesure par décision du Reichsheimstätte (institution juridique allemande en matière de droit de propriété immobilière) du parti nazi et du Deutsche Arbeitsfront (front allemand du travail). Le projet est lancé à la suite du retour de la Sarre au sein du Reich allemand. De tels projets voient le jour simultanément à Griesborn, Dorf im Warndt et Neunkirchen-Haus Furpach.
Au départ, 215 maisons individuelles, 10 grandes maisons et 17 maisons privées sont prévues. Une église doit être bâtie près de l'actuelle fontaine Quallenbrunnen et une maison de retraite près de l'ancienne boulangerie Bür. Une partie de la forêt du moulin est prévue pour le terrain de sport. Ce plan est largement retenu, mais il y a finalement des changements dans l'emplacement de l'église et du terrain de sport. De même, les 10 grandes maisons et les 17 maisons privées n'ont jamais été construites.
En septembre 1935, les premiers travaux commencent au lieu Neualmet, aujourd'hui appelé Ellwiesergarten.
Le 25 juin 1937, le commissariat du Reich s'intéresse à la construction d'un ensemble scolaire pour les communes d'Auersmacher et Sitterswald. La construction d'un gymnase est prévue en même temps que l'école. Cependant, la réalisation de ce projet n'est possible qu'après la Seconde Guerre mondiale.
Dès sa construction, le lotissement de Sitterswald a une importance en matière de politique étrangère. Les habitations étant vues depuis Sarreguemines, en France, l'objectif est de montrer ce que le Reich fait pour son peuple. Dans certains rapports en langue française, le lotissement est appelé "Hitlerdorf", "Hitlersdorf" ou "Adolf-Hitler-Dorf".
De 1952 à 1956, l'Église catholique est construite.
Le 1er janvier 1974, Sitterswald est intégré à la commune de Kleinblittersdorf.
En 1977, Sitterswald remporte le concours "Unser Dorf soll schöner werden" (notre village doit devenir plus beau, en français). Depuis 1992, le quartier de Sitterswald est jumelé à celui de Behringen en Thuringe. Les clubs de Sitterswald et Behringen entretiennent des échanges réguliers. Le partenariat est principalement soutenu par le Heimat- und Verkehrsverein Sitterswald e. V.
Depuis 1995, un pont piétonnier traverse la Blies et relie les rives allemande et française. Du côté français, dans le quartier de Neunkirch à Sarreguemines, se trouve le moulin de la Blies aujourd'hui transformé en musée des techniques faïencières. L'importante collection de machines et d'outils à main spéciaux de l'industrie céramique est unique en Europe.

## Lieux et monuments

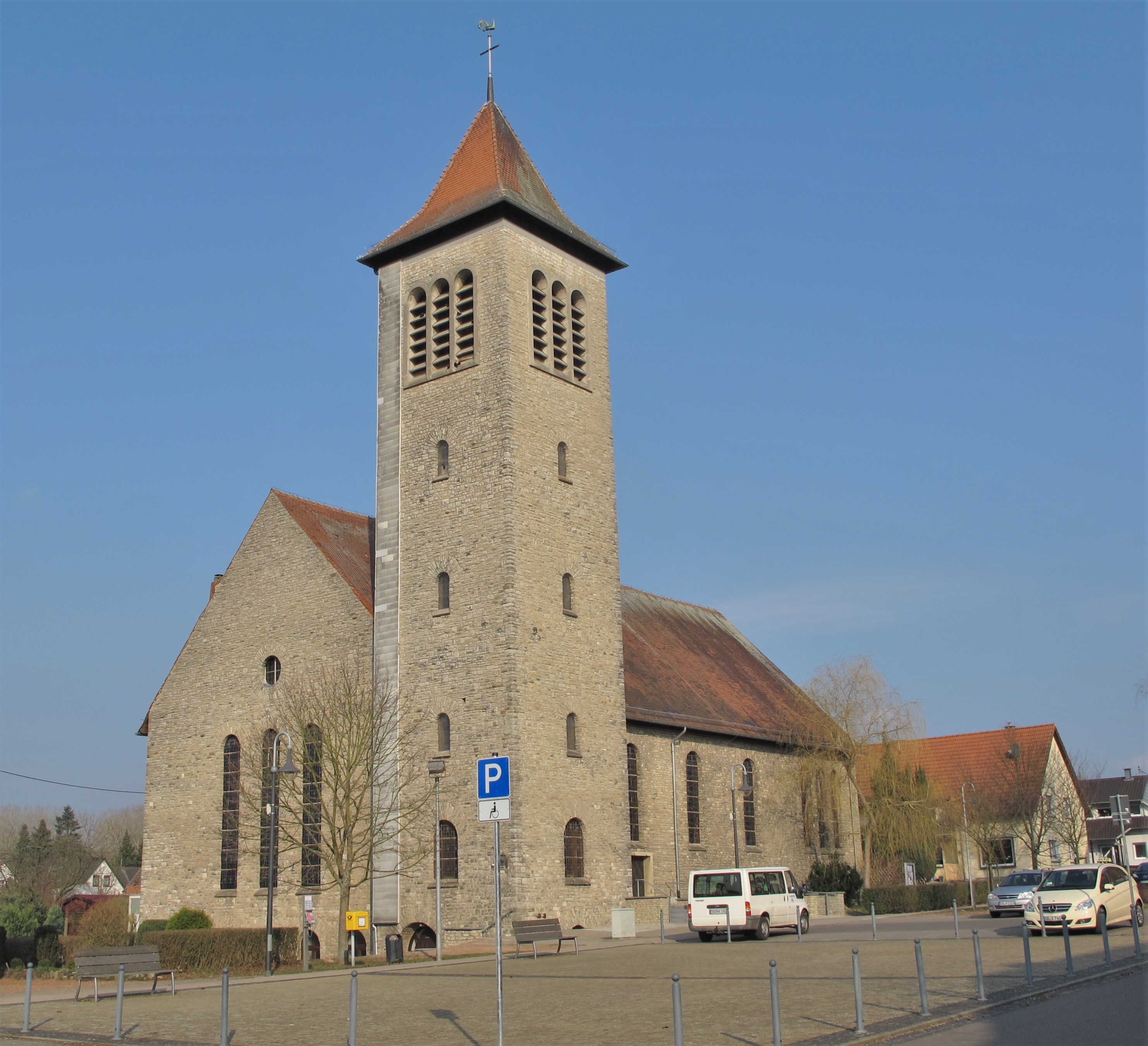
Église St. Josef

## Politique

### Ortsvorsteher
Le Ortsvorsteher est le représentant du bourgmestre d'une ville dans un de ses quartiers.
- 1974–2001 : Günter Kallenborn (SPD)
- 2001–2014 : Harald Thieser (SPD)
- depuis 2014 : Hans-Jürgen Laschinger (SPD)

## Transports et société

### Transports
Sitterswald a deux arrêts de bus, desservis par les lignes 501, 147 et R14 des Saar-Pfalz-Bus. Ils relient Sitterswald à Kleinblittersdorf par Auersmacher et Kleinblittersdorf par Hanweiler ou par Bliesransbach jusqu'à Hombourg. À partir de Kleinblittersdorf, le tram-train Saarbahn permet de se rendre à Sarrebruck.

### Pompiers
Depuis le 19 août 2017, le corps des sapeurs-pompiers volontaires de Sitterswald et de Auersmacher partagent une caserne commune. Le 1er avril 2019, les districts de lutte contre les incendies de Sitterswald et Auersmacher ont fusionné pour former le nouveau district de lutte contre les incendies "Mitte".